# Kansu vakond
A kansu vakond (Scapanulus oweni) az emlősök (Mammalia) osztályának Eulipotyphla rendjébe, ezen belül a vakondfélék (Talpidae) családjába tartozó faj.
Nemének az egyetlen faja.

## Előfordulása
A kansu vakond előfordulási területe Kelet-Ázsia. Kínának egyik endemikus emlőse. Amint neve is utal rá, a Kanszu tartományból származik, de emellett Senhszi, Szecsuan és Csinghaj tartományokban is vannak állományai.
Az újvilági vakondformák (Scalopinae) közül ez az egyetlen faj, amely nem Észak-Amerikában fordul elő.

### Fordítás
- Ez a szócikk részben vagy egészben  a   Gansu mole című angol Wikipédia-szócikk ezen változatának fordításán alapul.  Az eredeti cikk szerkesztőit annak laptörténete sorolja fel. Ez a jelzés csupán a megfogalmazás eredetét és a szerzői jogokat jelzi, nem szolgál a cikkben szereplő információk forrásmegjelöléseként.